# Сент-Питер (город, Миннесота)
Сент-Питер (англ. St. Peter) — город в округе Николлет, штат Миннесота, США. На площади 13,8 км² (13,8 км² — суша, водоёмов нет), согласно переписи 2004 года, проживают 10 631 человек.
В 1857 году территориальное законодательный орган проголосовал за перенесение столицы в Сент-Питер. Тем не менее, Джо Ролетт, депутат собрания, похитил подписанный депутатами текст утверждённого законопроекта и ушёл в бега до конца сессии, тем самым предотвратив перенос столицы.